# Wartberg Verlag
Der Wartberg Verlag ist ein deutscher Verlag mit Sitz in Gudensberg. Begonnen hat der nordhessische Verlag als Regionalverlag mit historischen Bildbänden zu regionalen und stadtgeschichtlichen Themen. Doch mit der Reihe „Wir vom Jahrgang“ ist er längst im ganzen Bundesgebiet präsent und darüber hinaus auch in Frankreich und Österreich.

## Verlagsgeschichte
Nachdem der damalige Verleger Peter Wieden 1984 mit einem historischen Bildband über den Kasseler Stadtteil Harleshausen einen unerwarteten Erfolg hatte, gab er seinen Arbeitsplatz als Stadtjugendpfleger in Gudensberg auf, um sich künftig dem Verlagsgeschäft zu widmen. Seit Peter Wieden im September 1984 sein Gewerbe zum „Verlag von Büchern“ anmeldete, hat der Wartberg Verlag weit über 2190 Titel zu beinahe allen Städten und Regionen aufgelegt. Die Bilanzsumme für das Jahr 2015 betrug 3.916.705,32 Euro.

## Verlagsprogramm

### Wie es früher war
In dieser Reihe werden Städte und Regionen anhand von historischen Fotos vorgestellt. Seit 1985 erschienen in dieser Reihe 110 Bände, teilweise in der zweiten Auflage.

### Wir vom Jahrgang
Im Jahr 2005 führte der Verlag die Geschenkbuchreihe „Wir vom Jahrgang ...: Kindheit und Jugend“ ein, 2007 folgte die Reihe „Wir vom Jahrgang ... - Aufgewachsen in der DDR“. Die Bände werden jeweils von Autoren eines bestimmten Jahrgangs geschrieben, die darin das kollektive Gedächtnis ihrer Altersgenossen an ihre Jugendjahre wiedergeben. In beiden Reihen wurden mittlerweile zusammen 333 Bände veröffentlicht. Nach Angaben des Wartberg Verlags wurden von den Jahrgangsbänden insgesamt über 2,5 Millionen Exemplare verkauft. Seit September 2010 erscheint die Reihe unter dem Titel „Nous, les enfants de …“ auch in Frankreich, wofür in Paris ein Verlagsbüro eingerichtet wurde. Seit Frühjahr 2011 erscheint die Reihe auch in Österreich.

## Autoren
| - Martin Wein - Dietmar Sehn - Ulf Kaack - Uwe Jacobi - Sebastian Sigler - Günter Krieger | - Markus Berger - Herbert Rasenberger - Jutta Weber-Bock - Dieter Ebels - Werner Piechocki | - Burkhard Kling - Jana Jürß - Günter Rinnhofer - Albert Eickhoff - Herbert Gauls | - Gianni Versace - Andrea Tillmanns - Martin von Arndt - George Tenner - Uli Auffermann | - Mike Bartel - Lutz Heidemann - Bernd Wolff - Julia Drinnenberg - Heinz Gebhardt | - Hannes Kilian - Franz Schaub - Heinz Körner - Harry Hardenberg - Falk-Ingo Klee |